# Polyptychus dentatus
Polyptychus dentatus är en fjärilsart som beskrevs av Pieter Cramer 1777. Polyptychus dentatus ingår i släktet Polyptychus och familjen svärmare. Inga underarter finns listade i Catalogue of Life.

## Bildgalleri

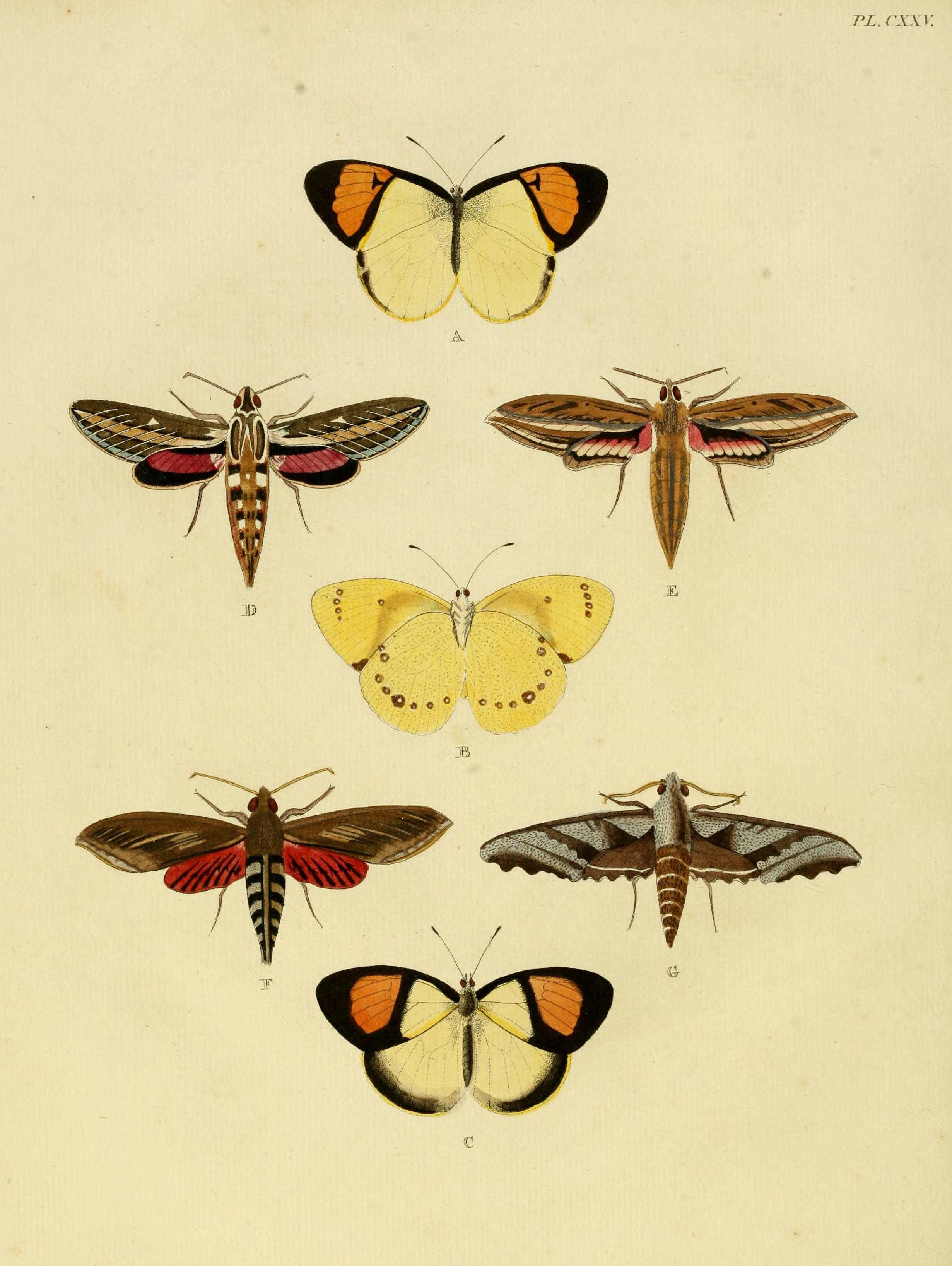
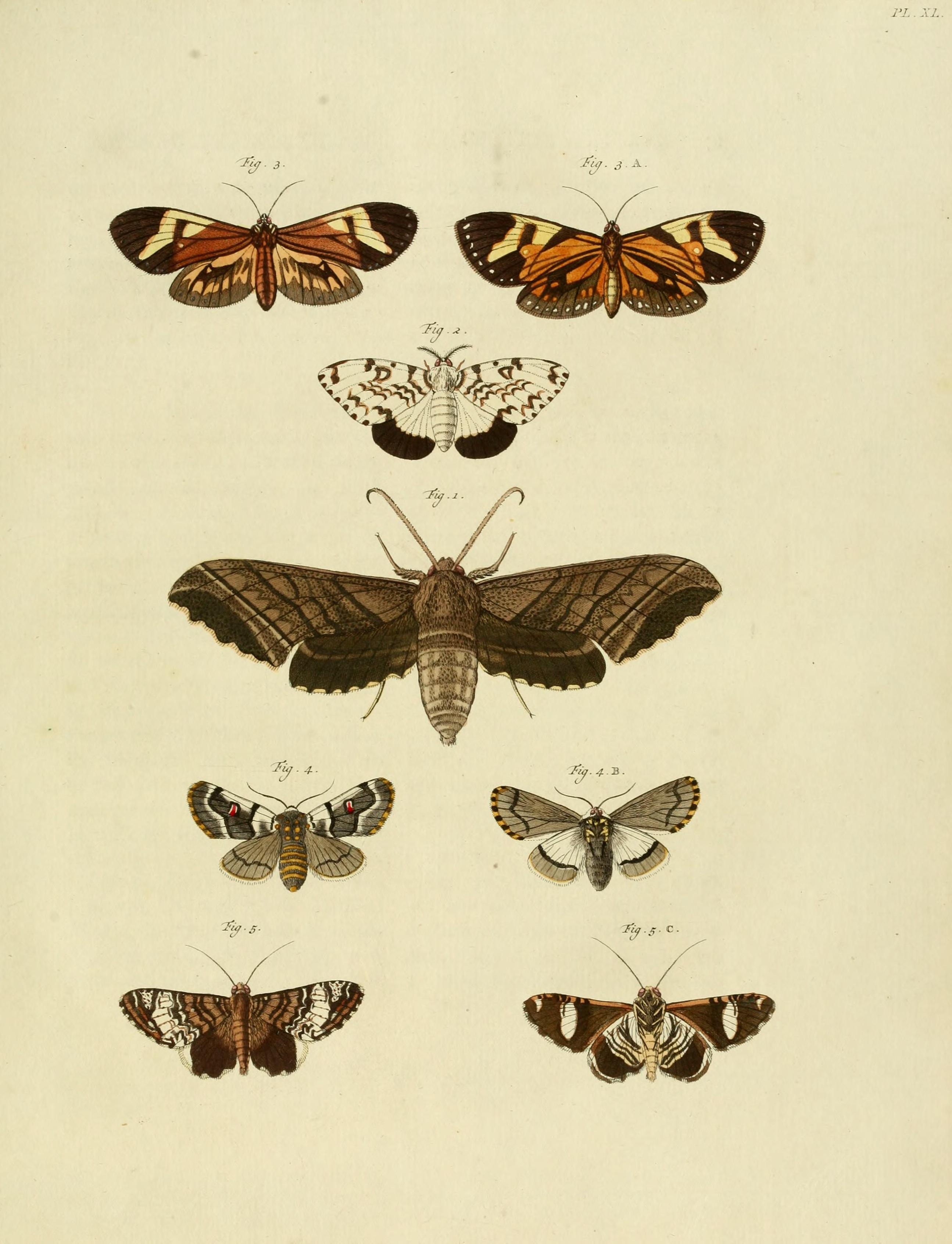